# Kenneth Richmond
Pour les articles homonymes, voir Richmond.
Kenneth Richmond (né le 10 juillet 1926 et mort le 2 août 2006) est un lutteur britannique spécialiste de la lutte libre. Il participe aux Jeux olympiques d'été de 1952 dans la catégorie des poids lourds (+87 kg). Il y remporte la médaille de bronze.

## Palmarès

### Jeux olympiques
- Jeux olympiques de 1952 à Helsinki,  Finlande
  -  Médaille de bronze.